# Karin Rørbech
Karin Rørbech (født 10. oktober 1967 i Gentofte) er en dansk skuespillerinde. Hun er uddannet fra Statens Teaterskole i 1996.

## Filmografi
Spillefilm
- Nattevagten (1994)
- Skyggen (1998)
- Nattens engel (1998)
- Ulvepigen Tinke (2002)
- Klatretøsen (2002)
- Mellem os (2003)
- Regel nr. 1 (2003)
- Ambulancen (2005)

### Tv-serier
- Hvide løgne (1998-2001)  – Camilla Hald
- Finn'sk fjernsyn (1999, 2001)
- Rejseholdet (2000-2003) - Helle Holst
- Forsvar (2003) - Graziella Lyngfeldt
- Ørnen (2004)